# 小行星11690
小行星11690（11690 Carodulaney）是一颗绕太阳运转的小行星，为主小行星带小行星。该小行星于1998年3月20日发现。

## 轨道参数
小行星11690的轨道半长轴为2.2765104 UA，离心率为0.080。